# オオサンカクイ
オオサンカクイ Actinoscirpus grossus は、カヤツリグサ科に属する多年草の1種である。フトイのような長く節の無い茎の先端に多数のホタルイのような小穂をつけ、更に根出葉と包葉が発達する。この1種のみで単独にオオサンカクイ属を構成する。

## 特徴
背の高い茎をやや束になって生じる多年生の草本。地下茎は長く横に這って伸び、間を開けて茎を出し、匍匐茎の先端には小さな塊茎を作る。茎は個々に単独に生じ、高さ100-150cm、時に220cmに達し、硬くて鋭く尖った3稜形をしている。葉は根元から3-5個ほど生じ、幅8-15mmほどで、長さは花茎の半分ほどになる。葉はざらつかず、また葉舌がある。茎は柔らかくて手で簡単にちぎれるという。
開花は周年見られる。ただし日本では7月が多いとのこと。花序は花茎の先端に生じ、複散房花序の形になり、多数の小穂を着ける。花序全体としては幅5-15cm、総花柄は長いもので18cmになる。花序の基部に出る総苞片は3あり、扁平な葉状で平らに拡がって伸びる。個々の小穂は長さ6-8mmの卵形で、多数の鱗片をらせん状に着ける。鱗片は楕円形で長さ2.6-3.5mm、褐色で先端は鋭く尖った上に短い芒が突き出る。雄しべは3で葯は長さ1-1.5mm。痩果は倒卵形で褐色で表面は滑らか、長さ1.5mmで柱頭は3つに分かれる。その周囲には針状の花被片5-6本あり、長さは痩果とほぼ同じ程度かやや長く、その縁は滑らかか、あるいはまばらに逆棘があってざらつく。

## 分布と生育環境
日本では小笠原諸島の母島にのみ見られ、世界的には中国、台湾、南アジアから東南アジアにかけて、それにオーストラリアに分布する。
抽水性の植物、つまり浅い水中に生え、根を底に下ろし、茎を水面から抜き出して成長するものである。母島では中ノ平から南崎への遊歩道に近い蓮池に生育地があり、これは第二次世界大戦前に移入されたとの伝もあるが、確かな記録は存在しない。現地は蓮池とは言っても雨の時のみ水がたまる湿地状で、周囲にはタコノキが茂り、その中央に生育地がある。よく繁って水面が見えないほどだという。

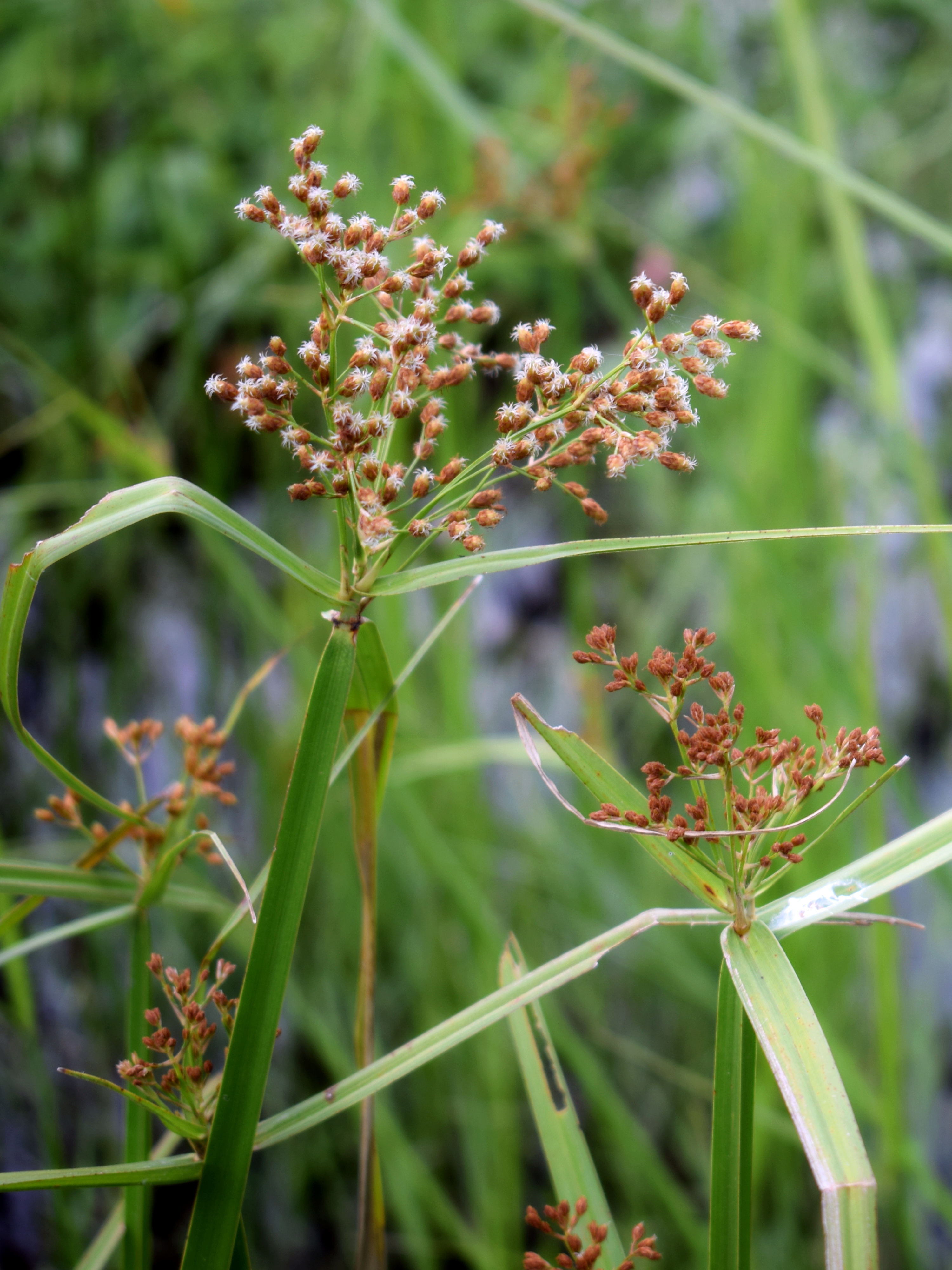
花序
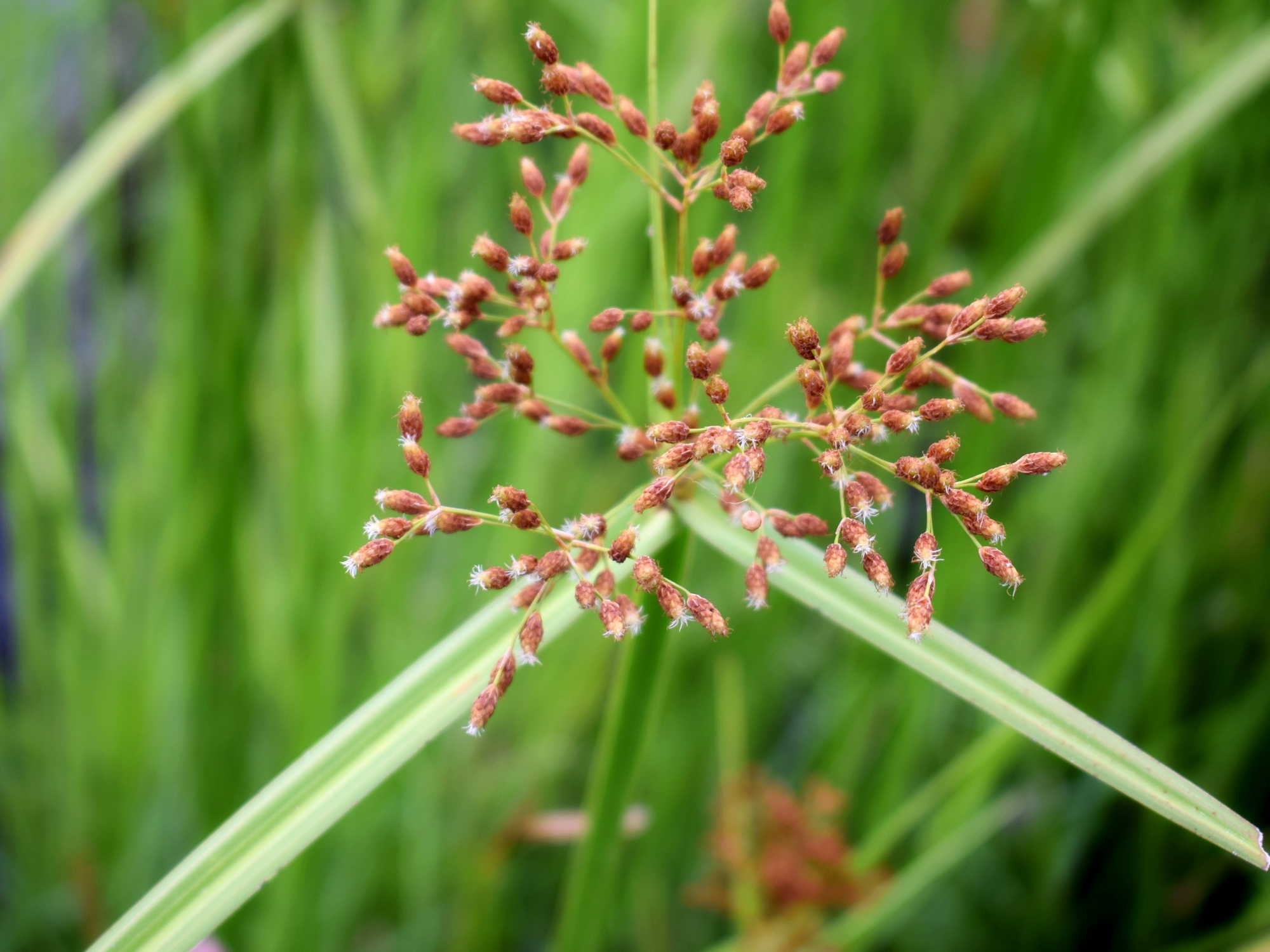
同、やや上から
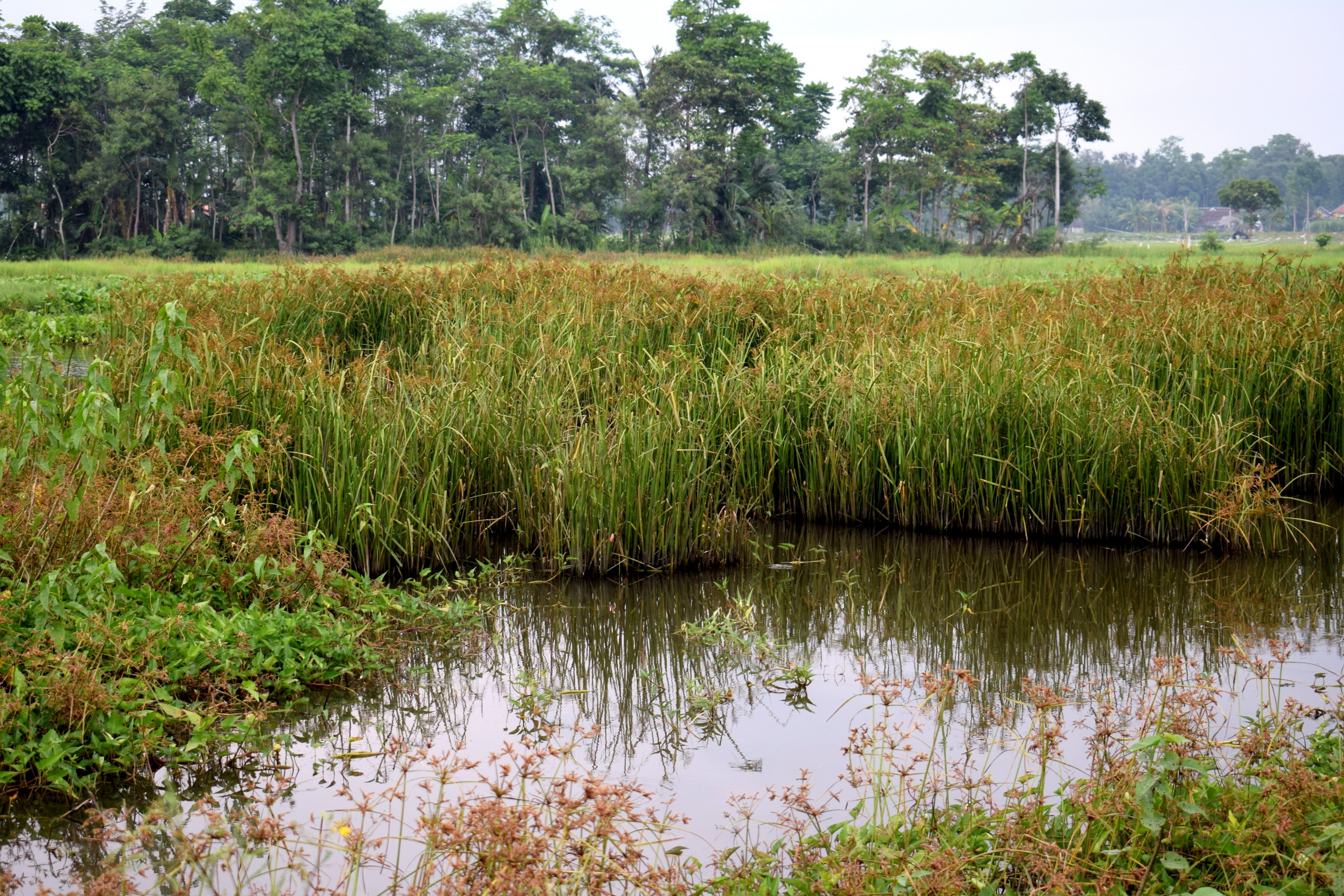
生育地の群落(インドネシア)

## 分類
本種は当初はアブラガヤ属のもの Scirpus grossusとして記載され、後にフトイ属に移され、Schoenoplectus grossusとされた。フトイ属のものともよく似てはいるが、この属のものは茎の根元の葉が発達しないものが多く、また総苞片も1枚のみで、それも葉状に発達しない例が多い。また鱗片の背面に毛を持つ点も異なる。それらの特徴ではウキヤガラ属 Bolboschoenus のものに似ているが、この属のものは茎に節があって茎葉を持つ。また小穂の鱗片には芒があり、果実は普通はより大きくて3mm以上ある点などで異なる。根出葉と総苞が発達する点ではアブラガヤ属も当てはまるが、この属のものも花茎に複数の節があり、茎葉が出ることが多い。また花被片が細長く伸びる点では本属と大きく異なる。
ちなみに分子系統の分析ではフトイ属と姉妹群をなすとされている。

## 保護の状況
環境省のレッドデータブックで絶滅危惧II類とされたことがある。
本種の保護には日当たりの確保が重要だとの指摘もある。

## 利用
東南アジアでは水田に出現することもあり、特にマレーシアでは主要な水田雑草の1つに挙げられているものの、さほど重視はされていないようである。
利用の面では、インドや東南アジアでは茎を編んで敷物として利用するという。三角の茎を干して扁平にして、これに赤や黄色に着色したものを混ぜて織り上げ、民芸調の敷物にする。またインドでは冬期に根茎を掘り上げて食用とし、甘くてデンプンを含んでいるという。
他方、近年では水質浄化の能力に期待する面が大きくなっている。東南アジアでは社会の発展に従い、下水処理の問題が大きくなっている。大都市では下水処理場の建設も行われているが、小都市などではそのままに湿地などに放出されている。そこでそのような湿地の植物による浄化が期待される。本種はそのような点での効果が期待され、その面での研究も多々行われている。